# Jenny Bergman
Jenny Bergman, född 1970 i Lund, är en svensk författare, radio- och TV-producent och dokumentärfilmsregissör.
Bergman är utbildad vid Biskop Arnös författarskola och Dramatiska Institutet.
År 1999 regisserade hon dokumentären Plötsligt i Vinslöv tillsammans med Malin Skjöld. Filmen har med åren kommit att bli kultförklarad. År 2015 kom Ta plats – en film om Lo Kauppi som Bergman gjorde tillsammans med Ewa Cederstam.
År 2019 debuterade Bergman som barnboksförfattare på Bonnier Carlsen bokförlag med bilderboken Hej alla monster med illustrationer av Alexander Jansson. År 2021 kom hennes andra barnbok, Det är jag som är trollet, med illustrationer av Lotta Geffenblad, på samma förlag. År 2024 kom En djungelsaga som bygger på Bergmans egna erfarenheter av att förlora sin man. Boken, som även den illustrerats av Geffenblad, gavs ut på Natur & Kultur och nominerades 2024 till Augustpriset i kategorin för barn- och ungdomsböcker.